# Stephan Farfler

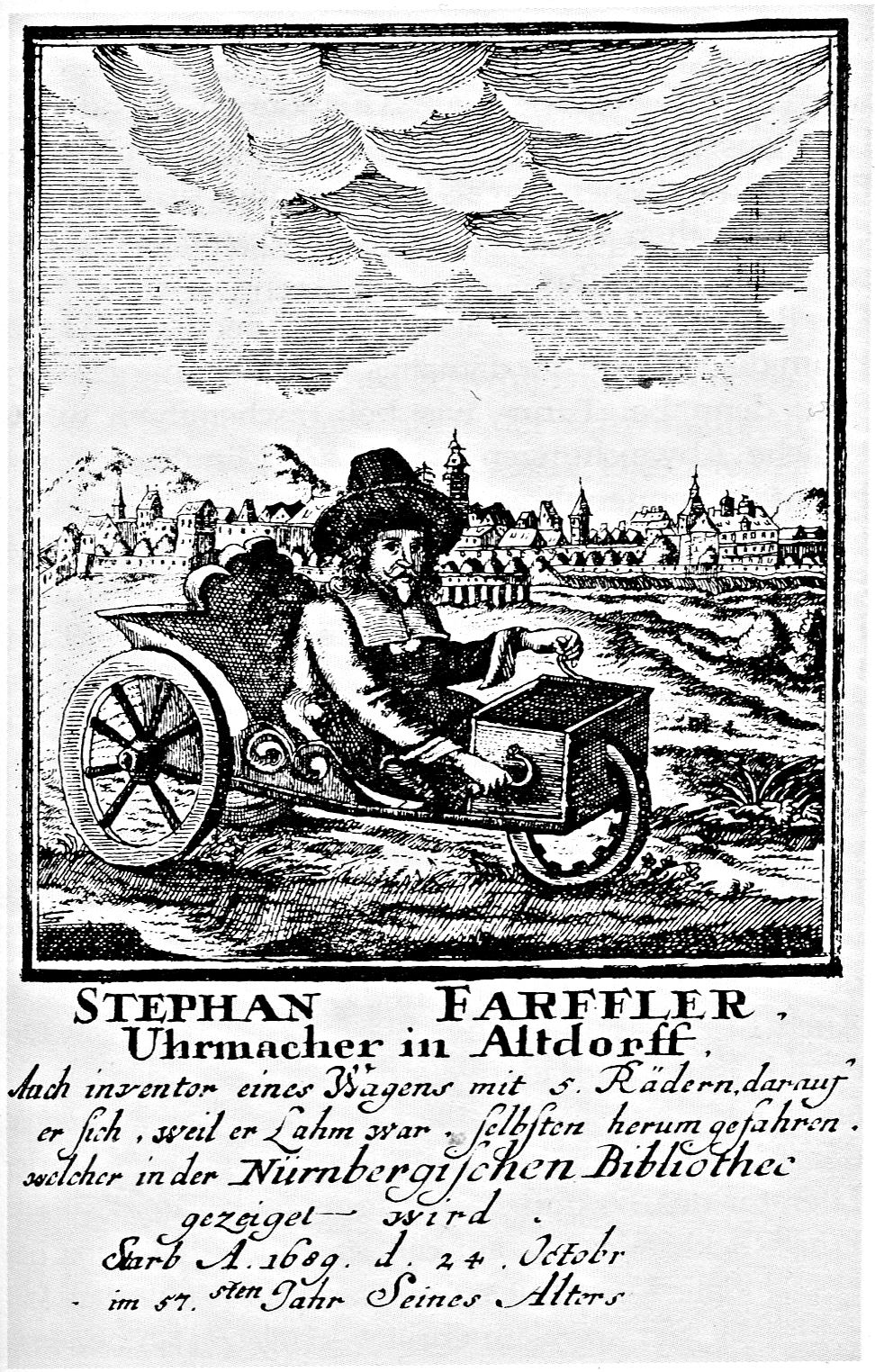
Farflers Fahrzeug mit Handkurbelantrieb

Stephan Farfler (* 12. November 1633 in Altdorf bei Nürnberg; † 24. Oktober 1689 in Altdorf oder Nürnberg) war ein Feinmechaniker und Uhrmacher, der sich mehreren Nachrichten zufolge zwei Fahrzeuge mit Handkurbelantrieb baute. Er gilt damit als Erfinder des ersten Rollstuhls der Welt.
Im Alter von drei Jahren erlitt Farfler laut Johann Gabriel Doppelmayr einen Unfall und war danach von der Hüfte an gelähmt. Andere beschreiben ihn als Menschen mit „verkrüppelten“ Beinen. 1655 konstruierte er ein dreirädriges Fahrzeug, das er mit Handkurbeln über ein Zahnradgetriebe antrieb. Kurze Zeit darauf baute er sich ein vierrädriges Fahrzeug mit ähnlichem Antrieb.

1665: Stephan Farfler in seinem handgetriebenen Muskelwagen (Handbike)

Als Vorbild konnten ihm Fahrzeuge dienen, die ab 1649 zuvor ebenfalls in Nürnberg von Hans Hautsch konstruiert worden waren, darunter ein Krankenfahrstuhl und zwei kurbelbetriebene Prunkwagen.
Der Gelehrte Johann Christoph Wagenseil schrieb 1695, dass Farflers Wagen nach dessen Tod in der Nürnberger Stadtbibliothek ausgestellt sei. Er würdigte Farflers Erfindung und ließ kleine Holzmodelle des Wagens für hochgestellte Personen anfertigen. Ein Modell des dreirädrigen Wagens befand sich laut Johann Georg Keyßler im Besitz Doppelmayrs. Das Handbuch der Erfindungen nennt Farfler einen „berühmten Uhrmacher“. Das Original des Wagens wurde noch im 18. Jahrhundert in Nürnberg gezeigt.